# Supercopa Italiana de Voleibol Masculino de 2003
A Supercopa Italiana de Voleibol Masculino de 2003 foi a 8ª edição desta competição organizada pela Lega Pallavolo Serie A, consórcio de clubes filiado à Federação Italiana de Voleibol (FIPAV) que ocorreu em 23 de outubro.
O Sisley Volley conquistou seu quarto título da competição ao derrotar o Lube Macerata por 3 sets a 1. O levantador italiano Alessandro Fei foi eleito o melhor jogador da partida.

## Regulamento
O torneio foi disputado em partida única.

## Equipes participantes
| Equipe        | Qualificação                              |
| ------------- | ----------------------------------------- |
| Sisley Volley | Campeão do Campeonato Italiano de 2002–03 |
| Lube Macerata | Campeão da Copa Itália de 2002–03         |

## Resultado
| Data   | Hora  |               | Placar |               | Set 1 | Set 2 | Set 3 | Set 4 | Set 5 | Total | Relatório |
| ------ | ----- | ------------- | ------ | ------------- | ----- | ----- | ----- | ----- | ----- | ----- | --------- |
| 23 out | 20:30 | Sisley Volley | 3–1    | Lube Macerata | 25–18 | 19–25 | 25–11 | 25–21 |       | 94–75 | Relatório |

## Premiação
| Supercopa Italiana de 2003         |
| Vêneto                             |
| ---------------------------------- |
| Sisley Volley Campeão (4.º título) |